# نیکول گریمائودو
نیکول گریمائودو (ایتالیایی: Nicole Grimaudo؛ زادهٔ ۲۲ آوریل ۱۹۸۰) بازیگر اهل ایتالیا است.
از فیلم‌ها یا برنامه‌های تلویزیونی که وی در آن نقش داشته‌است، می‌توان به این خانه هتل نیست، باریا، جنایت‌های غیرحرفه‌ای، تو می‌خندی، زیبایی زنان، دردسرسازان، صبح بخیر پدر، بارتالی: مرد آهنین، فردیناند و کارولینا و عشق گمشده اشاره کرد.